# Sophie Chérer
 (novembre 2011).
Si vous disposez d'ouvrages ou d'articles de référence ou si vous connaissez des sites web de qualité traitant du thème abordé ici, merci de compléter l'article en donnant les références utiles à sa vérifiabilité et en les liant à la section « Notes et références ».
Sophie Chérer est une auteure française de littérature jeunesse , née le 29 août 1961 en Moselle.

## Biographie
Sophie Chérer fait des études de droit et publie en 1980 pour la première fois un dessin dans Charlie Hebdo. De 1982 à 1984, elle fait divers travaux juridiques, notamment une étude sur le droit de l'environnement pour le ministère de la Justice. En 1984, elle obtient un DEA de droit pénal et criminologie.
En 1985, elle devient programmatrice chez le distributeur de cinéma Sinfonia Films. Elle entre aussi par hasard, sur concours, dans l'équipe fondatrice du magazine de spectacles 7 à Paris[réf. nécessaire]. 
De 1985 à 1992, elle est journaliste de presse écrite (7 à Paris, L'Autre Journal, L'Événement du jeudi)[réf. nécessaire] et audiovisuelle (Mille Bravo, Le Masque et la Plume)[réf. nécessaire], rubriques cinéma, théâtre, littérature.
Après la naissance de sa fille en 1989, elle publie un premier roman pour la jeunesse en 1992. En 1993, elle est licenciée de L'Autre Journal et rentre dans son village natal[réf. nécessaire]. En 1994, elle écrit son premier roman pour adultes et fait ses premières animations scolaires. De 1995 à 1999, elle anime des ateliers d'écriture.
En 2008, elle publie un essai, Ma Dolto, sur la pédopsychiatre Françoise Dolto.

## Ouvrages

### Littérature jeunesse

#### Fictions
Sauf indication contraire, la plupart des romans pour la jeunesse de Sophie Chérer ont paru à l'École des loisirs.
- Une brique sur la tête de Suzanne (1992)
- Le Cadet de mes soucis (1993)
- Quand je pense à la Résistance (1993)
- Ambassadeur de Sparte à Byzance (1994)
- Mathilde est tous les animaux (1994) - illustré par Véronique Deiss
- Ne me raconte plus d'histoires, maman ! (1994) - illustré par Anaïs Vaugelade
- La Seule Amie du roi (1995)
- Les hamsters n'ont pas de voix (1997) - illustré par Béatrice Rodriguez
- Mathilde à la déchetterie (1999) - illustré par Véronique Deiss
- L'huile d'olive ne meurt jamais (2001) Prix ado-lisant[2] 2003
- L'Ogre maigre et l'Enfant fou (2002)  - illustré par Véronique Deiss
- Pourquoi Mamie n'est pas gâteau (2004) - illustré par Véronique Deiss
- Quatre sœurs et quatorze questions (2004)
- La Santé sans télé (2004) - illustré par Véronique Deiss
- Parle tout bas, si c'est d'amour (2006)
- Aime comme Mathilde (2007)
- C'est l'aventure ! (2009)
- Mathilde met son grain de sel (2009) - illustré par Véronique Deiss
- Liberté, égalité... Mathilde ! (2011)
- La Nuit des angelots (2012) - illustré par Véronique Deiss
- La Vraie Couleur de la vanille (2012)
- Mathilde fait un tabac (2015)  - illustré par Véronique Deiss
- Renommer (2016) - illustré par Philippe Dumas
- Tuer Van Gogh (2019)
- Ma petite mésange, illustrations de Gerda Muller, 2020
- Mathilde à la cantine 3 étoiles, illustrations de Véronique Deiss, 2020

Recueils collectifs de nouvelles
- C'est l'aventure !, Audren, Sophie Chérer, Thomas Lavachery, et al., l'École des loisirs, 2009
- 12 histoires de liberté, égalité, fraternité, Nadine Brun-Cosme, Claude Carré, Sophie Chérer, et al., illustrées par Olivier Balez, Marc Daniau, Marianne Ratier, Ecarbelle, 2011

#### Essais jeunesse sur des auteurs jeunesse
- L'album des albums : 41 portraits d'auteurs-illustrateurs de l'école des loisirs, Ecole des Loisirs, 1997
- Marie-Aude Murail, Ecole des Loisirs, 2001
- Susie Morgenstern, 2002
- Brigitte Smadja, Ecole des Loisirs, 2003
- Moka (Elvire Murail), Ecole des Loisirs, 2004
- Marie Desplechin, Ecole des Loisirs, 2005
- Agnès Desarthe, Isabelle Lortholary, Sophie Chérer, Chloé Mary, et al., Ecole des Loisirs, 2006
- Catharina Valckx, textes d'Élodie Boyer, Catharina Valckx et Sophie Chérer, l'École des loisirs, 2021

### Littérature générale
- Le Dimanche des Réparations, Éd. de l'Olivier, 1994
- Les Loups du paradis, Éd. de l'Olivier, 1996 Prix Erckmann-Chatrian[3] 1996
- À ceux qui nous ont offensés, Éd. de l'Olivier, 1999
- L'Enjoliveur, Stock, 2002

### Essais
- Ma Dolto, Stock, 2007 ; réédité avec des illustrations de Philippe Dumas, Ecole des Loisirs, 2009 - ouvrage autour de Françoise Dolto

## Traductions
Depuis l'anglais vers le français
- Huit plus une de Robert Cormier ((en) Eight plus one), l'École des loisirs, 2004

## Prix et distinctions
- 1996 : Prix Erckmann-Chatrian[3] pour Les Loups du paradis
- 2003 :  Prix ado-lisant[2] pour L'huile d'olive ne meurt jamais